# Shatu, Shandong
Shatu (kinesiska: 沙土镇, 沙土) är en köping i Kina. Den ligger i provinsen Shandong, i den östra delen av landet, omkring 190 kilometer sydväst om provinshuvudstaden Jinan. Antalet invånare är 85006. Befolkningen består av 41 846 kvinnor och 43 160 män. Barn under 15 år utgör 21,0 %, vuxna 15-64 år 69 %, och äldre över 65 år 9,0 %.
Genomsnittlig årsnederbörd är 726 millimeter. Den regnigaste månaden är juli, med i genomsnitt 208 mm nederbörd, och den torraste är januari, med 4 mm nederbörd.